# Raumschlepper
Ein Raumschlepper (englisch space tug) ist ein Raumfahrzeug, mit dem Fracht im All von einer Umlaufbahn in eine andere transportiert wird. Ein Beispiel wäre die Bewegung eines anderen Raumfahrzeugs von einer erdnahen Umlaufbahn (LEO) in eine geostationäre Umlaufbahn oder in eine Mondumlaufbahn. Der Begriff wird häufig für wiederverwendbare Raumfahrzeuge verwendet.

## Nicht realisierte Projekte

### NASA Space Transportation System
Ein wiederverwendbarer Weltraumschlepper wurde Ende der 1960er und Anfang der 1970er Jahre von der NASA als Teil eines wiederverwendbaren Weltraumtransportsystems (STS) untersucht. Dieses bestand aus einem Grundantriebsmodul, an das ein Besatzungsmodul oder eine andere Nutzlast angeschlossen werden konnte. Optionale Landebeine könnten hinzugefügt werden, um mit Nutzlasten auf der Oberfläche des Mondes zu landen. Dies, zusammen mit allen anderen Elementen von STS mit Ausnahme des Space Shuttles, wurde nach Kürzungen des NASA-Budgets in den 1970er-Jahren infolge des Apollo-Programms nie finanziert.

### Space-Shuttle-Zeit

#### Centaur G
Anfang der 1980er Jahre erwog man, bei den damals für 1986 angesetzten Missionen Ulysses zur Sonne und Galileo zum Jupiter eine für den Space Shuttle umkonstruierte Version der Centaur-Stufe einzusetzen, die, an die Sonden montiert, im Laderaum der Raumfähre in eine erdnahe Umlaufbahn gebracht, dort ausgesetzt und dann gezündet werden sollte. Diese, als Oberstufe für die Atlas und Titan verwendete Raketenstufe besaß ein mit Flüssigsauerstoff und flüssigem Wasserstoff arbeitendes Triebwerk – bei der „Centaur G“ genannten Shuttle-Version wären es zwei Triebwerke gewesen – und hätte eine wesentlich höhere Schubkraft entwickelt als die Feststoff-Kickstufen PAM und IUS (siehe unten). Schon zu Beginn des Projekts gab es jedoch Sicherheitsbedenken, und nach der Challenger-Katastrophe 1986 wurden die Arbeiten eingestellt.

#### Orbital Maneuvering Vehicle
Anfang der 1980er Jahre entwickelte die NASA zusammen mit ihren Plänen für eine Raumstation ein anderes Weltraumschlepperdesign, das als Orbital Maneuvering Vehicle (OMV) bezeichnet wurde. Das OMV wäre ein wiederverwendbares Weltraumfahrzeug gewesen, mit dem die Umlaufbahn von Satelliten wie dem Hubble-Weltraumteleskop hätte geändert werden können. 1984 gab es eine Ausschreibung für Systemstudien, an der TRW, Martin Marietta und Ling-Temco-Vought teilnahmen. Das OMV wurde genauso wenig realisiert wie die Space Station Freedom.

### Parom
Das russische Unternehmen RKK Energia schlug 2005 einen Raumschlepper mit dem Namen Parom vor. Damit hätten sowohl das vorgeschlagene bemannte Kliper-Raumschiff als auch Fracht- und Kraftstoffversorgungsmodule zur ISS befördert werden können. Das Projekt wurde nie realisiert.

### Jupiter
Lockheed Martin unterbreitete der NASA 2015 ein Konzept namens Jupiter Space Tug, das auf zwei früheren Lockheed-Martin-Raumsonden – MAVEN und Juno – sowie einem Roboterarm von MacDonald Dettwiler basierte. Zusätzlich zum Jupiter-Raumschlepper selbst umfasste das Lockheed-Konzept die Verwendung eines Exoliner genannten neuen Frachttransportmoduls mit 4,4 m Durchmesser, zum Transport von Fracht zur ISS. Exoliner basiert auf dem von der ESA in den 2000er Jahren entwickelten Automated Transfer Vehicle und sollte gemeinsam mit Thales Alenia Space entwickelt werden.
Die NASA wollte das Projekt jedoch nicht bezahlen, weshalb es verworfen wurde.

## Eingesetzte Raumschlepper

### PAM und IUS
Beim Space Shuttle, der nur eine Höhe von etwas über 600 km erreichen konnte, wurden Satelliten und Raumsonden mit einem zusätzlichen, im Laderaum mitgeführten Modul in geostationäre Transferbahnen oder auf den Weg zu Zielen in den Tiefen des Alls gebracht. Dieses sogenannte Payload Assist Module besaß ein Feststoffraketentriebwerk und erfüllte dieselbe Aufgabe wie ein Apogäumsmotor, nur von einer kreisförmigen Umlaufbahn aus. Für schwerere Nutzlasten gab es die Inertial Upper Stage, eine ebenfalls im Laderaum mitgeführte, zweistufige Rakete mit Trägheitsnavigationssystem, wo bei beiden Stufen ebenfalls Feststoffraketentriebwerke zum Einsatz kamen.

### TKS und Progress als Raumschlepper
1987 wurde die Antriebs- und Navigationseinheit des sowjetischen Transportraumschiffs TKS-5 genutzt um das Kwant-Modul aus seiner Umlaufbahn nach dem Start zu Raumstation Mir zu manövrieren und dort anzudocken. TKS-5 wurde anschließend abgekoppelt um in der Atmosphäre zu verglühen. Das gleiche Verfahren wurde verwendet, um die Module Pirs (2001) und Poisk (2009) zur Internationalen Raumstation zu bringen. Dort kam jedoch der Antriebsteil von Progress-Raumfrachtern als Schlepper zum Einsatz. Ein Progress-Transporter soll mit seiner Antriebseinheit auch das Manövrieren beim Abkoppeln und Entsorgen des Pirs-Moduls übernehmen, um den Andockstutzen für das geplante Nauka-Modul freizumachen.

### Raketenoberstufen
Für verschiedene Trägerraketen stehen optionale Zusatzstufen (Kickstufen) zur Verfügung, die beim Start innerhalb der Nutzlastverkleidung transportiert werden und die Nutzlast nach Ausbrennen der unteren Raketenstufen in eine höhere Umlaufbahn befördern. Beispiele dafür sind die russische Fregat und Blok-D, die US-amerikanische Star 48 und die in Neuseeland entwickelte Curie-Oberstufe der Kleinrakete Electron.

#### Beispiel: ISRO PAM-G
Die indische Weltraumforschungsorganisation hat eine obere Stufe namens PAM-G (Payload Assist Module for GSLV) gebaut, mit der Nutzlasten direkt von erdnahen Umlaufbahnen zu MEO- oder GEO-Umlaufbahnen befördert werden können. PAM-G wird von einem hypergolischen Flüssigkeitsmotor mit Neustartfunktion angetrieben, der aus der vierten Stufe von PSLV stammt. Seit 2013 hat ISRO die Struktur, Steuerungssysteme und Motoren von PAM-G realisiert und Heißtests durchgeführt.
PAM-G bildet die vierte Stufe der Trägerrakete GSLV Mk2C, die auf der kryogenen dritten Stufe von GSLV sitzt.

### Rideshare-Adapter
Mehrere Anbieter von Rideshare-Satellitenstarts haben angetriebene Nutzlastadapter entwickelt, die während eines Raketenstarts Kleinsatelliten aufnehmen und diese anschließend zu den gewünschten Umlaufbahnen manövrieren, um sie dort auszusetzen. Die ersten eingesetzten System dieser Art sind seit September 2020 der Raumschlepper ION des italienischen Unternehmens D-Orbit und seit Juni 2021 der Schlepper Sherpa-LTE von Spaceflight, Inc.

## Vorgeschlagene Konzepte

### Artemis Transfer Stages
Die NASA schlug für das Artemis-Programm die Verwendung von teilweise wiederverwendbaren dreistufigen Mondlandern vor. Eines der Hauptelemente wäre die Transferstufe, die den Lander von der Umlaufbahn des Lunar Orbital Platform-Gateways auf eine niedrige Umlaufbahn bringen würde. Zukünftige Versionen könnten zum Auftanken und zur Wiederverwendung mit einem anderen Lander zum Lunar Orbital Platform-Gateway zurückkehren. Northrop Grumman schlug vor, eine Transferstufe auf der Basis seines Cygnus-Raumschiffs zu bauen.

## Ähnliche Systeme

### Mission Extension Vehicle
Das Mission Extension Vehicle (MEV) von Northrop Grumman Space Systems dockt wie ein Raumschlepper an einen Satelliten an und übernimmt dessen Antrieb. Der Hauptzweck des MEV ist aber nicht die Beförderung der Nutzlast in eine neue Umlaufbahn, sondern die Stabilisierung einer bestehenden Bahn. Außerdem bleibt es dauerhaft mit dem Satelliten verbunden.